# Stazione di Aarhus Centrale
La stazione centrale di Aarhus (in danese Aarhus Hovedbanegård, abbreviata Aarhus H) è la principale stazione ferroviaria a servizio della città danese. È gestita da Danske Statsbaner. Con circa 6,3 milioni di passeggeri annui, si tratta della maggiore stazione ferroviaria del paese fuori dall'area metropolitana di Copenaghen.
La stazione, che funge da principale snodo di collegamento per il traffico ferroviario tra Aarhus e il resto della Danimarca, è utilizzata in media da 6,3 milioni di persone all'anno, il che la rende la stazione più trafficata della Danimarca al di fuori dell'area di Copenhagen. Si trova nel centro della città, tra i quartieri di Midtbyen e Frederiksbjerg, con ingressi da Banegårdspladsen e dal centro commerciale Bruun's Galleri, e con accesso ai binari da M.P. Bruuns Gade.
È una stazione passante con 4 binari. La stazione si trova sulla ferrovia dello Jutland orientale ed è il capolinea della linea Grenaa e della linea Odder. Offre collegamenti internazionali con Amburgo e Berlino, collegamenti InterCity con Aalborg/Frederikshavn e Copenaghen, collegamenti regionali con il resto dello Jutland e servizi di metropolitana leggera per Grenå e Odder. I servizi ferroviari sono gestiti da DSB, Arriva e Deutsche Bahn.

## Storia
La rete ferroviaria danese raggiunse Aarhus nel 1862 con la costruzione della linea ferroviaria da Aarhus a Randers, realizzata dalla società di ingegneria civile britannica Peto, Brassey e Betts. La prima stazione ferroviaria della città fu inaugurata il 2 settembre 1862 per fungere da capolinea meridionale di questa nuova linea. Si trovava vicino a Ryesgade e comprendeva edifici amministrativi e opere ferroviarie.
Nel 1884 fu costruito un nuovo e più grande edificio della stazione. La seconda stazione fu costruita in stile neorinascimentale da Thomas Arboe e William August Thulstrup e fu forse ispirata alla stazione centrale di Bonn.
Tuttavia, anche questo edificio si rivelò troppo piccolo per la città in rapido sviluppo. La terza e attuale stazione centrale di Aarhus fu costruita nel 1927 dall'architetto delle Ferrovie dello Stato danesi K.T. Seest come parte di un piano per l'intera area intorno alla stazione.

## Strutture della stazione
La stazione stessa ospita una grande biglietteria, servizi igienici pubblici, un ristorante McDonald's, due 7-Eleven e un paio di altri negozi, ma l'edificio della stazione è anche abbinato a un centro commerciale di tre piani (Bruun's Galleri) che ospita 93 negozi, ristoranti e caffè e un grande parcheggio sotterraneo. Il piano superiore della stazione ferroviaria al piano terra ospita una galleria commerciale (Bruuns Arkade) con altri ristoranti e un parcheggio per biciclette a due piani.
La piazza all'esterno della stazione (Banegårdsplads) ospita un hub per i taxi, un servizio di bike-sharing, una farmacia, un negozio di cambio e trasferimento di denaro e altri negozi, chioschi, caffè e ristoranti.